# Xã Hazelwood, Quận Webster, Missouri
Xã Hazelwood (tiếng Anh: Hazelwood Township) là một xã thuộc quận Webster, tiểu bang Missouri, Hoa Kỳ. Năm 2010, dân số của xã này là 2.846 người.